# Дев Ананд
Дхарамдев Пишоримал Ананд (26 септември 1923 г. – 3 декември 2011 г.), по-известен като Дев Ананд, е индийски актьор, писател, режисьор и продуцент, известен с работата си в индийското киното на хинди, която обхваща повече от шест десетилетия. Той е един от най-успешните актьори на индийското кино и част от „Златното трио“ заедно с Радж Капур и Дилип Кумар. Правителството на Индия го удостоява с наградата Падма Бхушан през 2001 г. и наградата Дадасахеб Фалке през 2002 г. за приноса му към индийското кино. Носител е на наградата Filmfare за най-добър актьор (два пъти), както и на наградата за цялостно творчество на Filmfare през 1993 г.